# Castrovalva
Castrovalva is een plaats (frazione) in de Italiaanse gemeente Anversa degli Abruzzi.